# Železniška postaja Benetke Porto Marghera
Železniška postaja Benetke Porto Marghera je ena večjih železniških postaj v Italiji, ki oskrbuje Benetke.　